# Thymus decussatus
Thymus decussatus — вид рослин родини глухокропивові (Lamiaceae), поширений у Палестині, Саудівській Аравії, на Синаї.

## Поширення
Поширений у Палестині, Саудівській Аравії, на Синаї.

## Екологія
Квіти T. decussatus є єдиною їжею личинок Pseudophilotes sinaicus Nakamura, 1975: Lycaenidae, ендеміка південного Синаю, найменшого метелика у світі, що класифікуються як вид на межі зникнення.